# بیسنته اسکریبا
بیسنته اسکریبا (اسپانیایی: Vicente Escrivá‎؛ ‏ ۱ ژوئن ۱۹۱۳ – ۱۸ آوریل ۱۹۹۹) کارگردان فیلم، تهیه‌کننده فیلم و فیلم‌نامه‌نویس اهل اسپانیا بود. او در سال ۱۹۶۱ برندهٔ جایزهٔ حلقه نویسندگان سینمایی شد.
از فیلم‌های او می‌توان به «دروغ بزرگ» (۱۹۵۶) و «عشق، نفرت و مرگ» (۱۹۸۹) اشاره کرد.